# Джованні Баттіста Ре
Джова́нні Батті́ста Ре (італ. Giovanni Battista Re; 30 січня 1934, Борно) — італійський куріальний кардинал, префект Конгрегації в справах єпископів (2000—2010).

## Біографічні відомості
Джованні Баттіста Ре навчався в духовній семінарії в Брешії. 3 березня 1957 року був висвячений на священика єпископом Джачінто Тредічі, єпископом Брешії. Згодом вивчав канонічне право в Римі в Папському Григоріанському університеті, де здобув докторський ступінь, а також навчався в Папській церковній академії. На початку 60-х років служив одночасно як викладач семінарії в Брешії і помічник пароха парафії Сан-Бенедетто.
У липні 1963 року вступив на дипломатичну службу Святого Престолу. Був секретарем нунціатур у Панамі та Ірані. У 1971 році він повернувся в Рим і працював секретарем заступника Державного секретаря з загальних справ архієпископа Джованні Бенеллі (згодом кардинала).
9 жовтня 1987 року Папа Римський Іван-Павло II призначив Джованні Баттісту Ре титулярним архієпископом Форум Новум (Весковіо) і секретарем Конгрегації у справах єпископів. Єпископська хіротонія відбулася 7 листопада 1987 року (головним святителем був Папа Іван Павло II, а співсвятителями — архієпископи Едуардо Мартінес Сомало і Бруно Форесті). 12 грудня 1989 року призначений заступником Державного секретаря з загальних справ. 16 вересня 2000 року архієпископ Ре став префектом Конгрегації в справах єпископів і головою Папської комісії в справах Латинської Америки. 21 лютого 2001 року Іван Павло II надав йому сан кардинала-пресвітера з титулом церкви Дванадцяти апостолів. 1 жовтня 2002 року піднесений до рангу кардинала-єпископа з титулом субурбікарної єпархії Сабіна-Поджо Міртето.
Після смерті Івана Павла II (2 квітня 2005 року) втратив свої посади в Римській курії, однак був наново затверджений на них новим Папою Бенедиктом XVI.
30 червня 2010 року Бенедикт XVI прийняв його відставку з займаних посад у зв'язку з осягненням пенсійного віку. Його наступником на цих посадах став кардинал Марк Уелле.

## Нагороди
- Кавалер Великого хреста ордена «За заслуги перед Італійською Республікою» (1992)[5]
- Великий офіцер ордена «За заслуги перед Італійською Республікою» (1985)[6]
- Командор із зіркою ордена Заслуг перед Республікою Польща (1 квітня 2010 року)[7]
- Кавалер Великого хреста ордена Христа (Португалія, 21 грудня 1990 року)[8]
- Великий офіцер ордена Христа (Португалія, 9 вересня 1981 року)[8]